# Toya Turner
Toya Turner (29 de desembre) és una actriu estatunidenca d'origen jamaicà. Tot i que interpretà diversos papers d'ençà del 2008, i que intervingué sovint com a veu de personatges a diferents pel·lícules, va ser el 2020 quan es revelà internacionalment gràcies al seu rol de Shotgun Mary a la sèrie de Netflix: Warrior Nun.